# Passo di Rupel

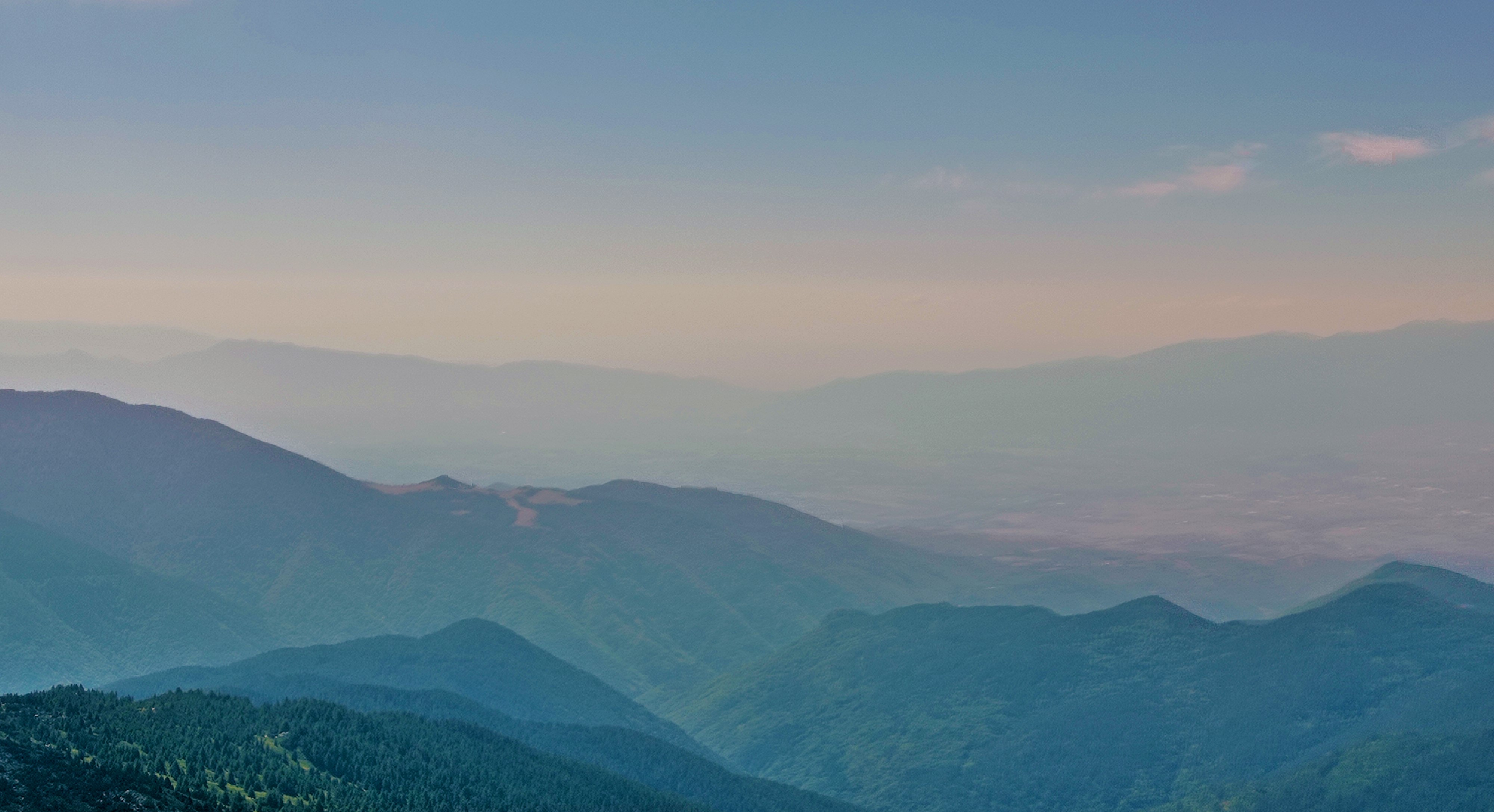
Passo di Rupel visto dalla vetta Sinanitsa a Pirin

La gola di Rupel o Passo di Rupel (in greco Στενωπό του Ρούπελ?  ; in bulgaro Рупелски пролом?) è una ripida valle fluviale nella parte settentrionale della Macedonia centrale, immediatamente a sud del confine greco-bulgaro. Si è formato dal fiume Strymon, che nasce dai monti Vitosha e sfocia nel Mar Egeo. La gola è ricca di biodiversità che potrebbe essere messa a rischio dal progetto di realizzazione dell'Autostrada 25 che fa parte della strada europea E79. Il fiume Strymon entra dalla Bulgaria in Grecia ad ovest del villaggio Promachonas, passando per il passo di Rupel, che si apriva, tra i monti Belasica e Orvilos. Qui il terreno diventa più piatto, e quindi lo Strymon perde celerità e si divide in due rami. Il ramo occidentale va al lago Kerkini e poi scorre a sud-est dove si ricongiunge al ramo orientale vicino al villaggio di Lithotopi.
Il passo fu fortificato nel 1914-1916 e la fortezza di Rupel svolse un ruolo importante negli eventi della prima guerra mondiale in Grecia e nell'invasione tedesca della Grecia nel 1941.